# Andi Prifti
Andi Prifti (sinh 1 tháng 8 năm 1988 ở Fier) là một cầu thủ bóng đá Albania hiện tại thi đấu cho Apolonia Fier ở Kategoria Superiore. Em trai của anh Albi cũng thi đấu cho Apolonia Fier.